# 1-Aardbeving

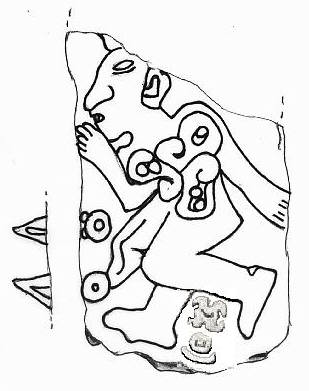
1-Aardbeving

1-Aardbeving is de oudste persoon uit de geschiedenis van het Amerikaanse continent waarvan de naam bekend is. Hij leefde rond 750 v.Chr.
1-Aardbeving staat afgebeeld op een afbeelding in een tempel in de Zapoteekse vindplaats San José Mogote. Hij is afgebeeld met uitstulpende darmen, wat een teken is dat hij slachtoffer is geworden van een mensenoffer. Vermoedelijk was hij de leider van een met San José Mogote rivaliserende stadstaat, die is verslagen en geofferd.
Het is niet geheel zeker dat 1-Aardbeving zo heette, maar dat is wel waarschijnlijk. Bij de meeste Meso-Amerikaanse volkeren was het immers gebruikelijk dat de dag van iemands geboorte in de naam werd opgenomen, omdat die dag als een belangrijk voorteken gold. 1-Aardbeving was de zevende dag van het jaar in de Zapoteekse kalender. Naast de oudste persoon die bij naam bekend is, is 1-Aardbeving ook de eerste bekende kalenderdatum uit de Amerikaanse geschiedenis.